# Ennominae
Die Ennominae sind eine große Unterfamilie der Spanner (Geometridae), innerhalb der Schmetterlinge (Lepidoptera).

## Merkmale
Die Arten der Unterfamilie zeigen in Größe, Farbe und Zeichnung entsprechend der großen Artenzahl eine große Variationsbreite. Die Raupen haben sich eine breite Palette von Futterpflanzen erschlossen. Als apomorphes Merkmal, das die Monophylie der Gruppe begründet, gilt, dass die Ader M2 auf dem Hinterflügel fehlt. Nach anderen Autoren sind die Ennominae dagegen nicht monophyletisch, da dieses Reduktionsmerkmal mehrfach entstanden sein könnte.

## Systematik
Innerhalb der Unterfamilie werden je nach Autor noch bis zu 22 Tribus unterschieden, die aber nicht alle in Europa vorkommen. Daher werden hier nur die in Mitteleuropa vorkommenden Tribus und Gattungen aufgelistet.
- Tribus Abraxini Warren, 1893
  - Gattung Abraxas Leach, 1815 (mit den Untergattungen Abraxas (Abraxas) und Abraxas (Calospilos) Hübner, 1825)
    - Abraxas pantaria
    - Stachelbeerspanner (Abraxas grossulariata)
    - Ulmen-Harlekin (Abraxas sylvata)

  - Gattung Ligdia Guenée, 1857
    - Pfaffenhütchen-Harlekin (Ligdia adustata)
- Tribus Angeronini Forbes, 1948
  - Gattung Angerona Duponchel, 1829
    - Schlehenspanner (Angerona prunaria)

  - Gattung Pseudocoremia Butler, 1877
- Tribus Aspitatini Duponchel, 1845
  - Gattung Aspitates Treitschke, 1825
  - Gattung Chariaspilates Wehrli, 1953
    - Chariaspilates formosaria

  - Gattung Dyscia Hübner, 1825
  - Gattung Enanthyperythra Wehrli, 1937
  - Gattung Megaspilates Warren, 1894
  - Gattung Perconia Hübner, 1823
- Tribus Baptini Forbes, 1948
  - Gattung Aleucis Guenée, 1845
  - Gattung Lomographa Hübner, 1825
    - Zweifleck-Weißspanner (Lomographa bimaculata)
    - Schattenbinden-Weißspanner (Lomographa temerata)
- Tribus Bistonini Stephens, 1850
  - Gattung Agriopis Hübner, 1825
    - Orangegelber Breitflügelspanner (Agriopis aurantiaria)
    - Weißgrauer Breitflügelspanner (Agriopis leucophaearia)
    - Graugelber Breitflügelspanner (Agriopis marginaria)

  - Gattung Amorphogynia Warren, 1894
  - Gattung Apocheima Hübner, (1825)
    - Schneespanner (Apocheima pilosaria)

  - Gattung Apochima Agassiz, 1847
  - Gattung Biston Leach, 1815
    - Birkenspanner (Biston betularia)
    - Pappel-Dickleibspanner (Biston strataria)

  - Gattung Chemerina Boisduval, 1840
  - Gattung Chondrosoma Anker, 1854
    - Steppen-Frostspanner (Chondrosoma fiduciaria)

  - Gattung Erannis Hübner, 1825
    - Großer Frostspanner (Erannis defoliaria)

  - Gattung Lycia Hübner, 1825
    - Alpenspanner (Lycia alpina)
    - Schwarzfühler-Dickleibspanner (Lycia hirtaria)
    - Trockenrasen-Dickleibspanner (Lycia zonaria)

  - Gattung Microbiston Staudinger, 1882
  - Gattung Phigalia Duponchel, 1829
    - Schneespanner (Phigalia pilosaria)
- Tribus Boarmiini Duponchel, 1845
  - Gattung Adactylotis Hübner, 1823
  - Gattung Aethalura McDunnough, 1920
    - Grauer Erlen-Rindenspanner (Aethalura punctulata)

  - Gattung Afriberina Wehrli, 1943
  - Gattung Alcis Curtis, 1826
    - Bastelbergers Rindenspanner (Alcis bastelbergeri)
    - Bartflechten-Rindenspanner (Alcis jubata)
    - Wellenlinien-Rindenspanner (Alcis repandata)

  - Gattung Arichanna Moore, 1867
    - Rauschbeerenspanner (Arichanna melanaria)

  - Gattung Ascotis Hübner, 1825
    - Schlehenhecken-Grauspanner (Ascotis selenaria)

  - Gattung Athroolopha Lederer, 1853
  - Gattung Calamodes Guenée, 1858
  - Gattung Cleora Curtis, 1825
    - Ringfleck-Rindenspanner (Cleora cinctaria)

  - Gattung Crocota Hübner, 1823
    - Crocota niveata

  - Gattung Dasypteroma Staudinger, 1892
  - Gattung Deileptenia Hübner, 1825
  - Gattung Ecleora Wehrli, 1941
  - Gattung Ectropis Hübner, 1825
    - Zackenbindiger Rindenspanner (Ectropis crepuscularia)

  - Gattung Ekboarmia Wehrli, 1943
  - Gattung Ematurga Lederer, 1853
    - Heidespanner (Ematurga atomaria)

  - Gattung Eumannia Fletcher, 1979
  - Gattung Eurranthis Hübner, 1823
    - Eurranthis plummistaria

  - Gattung Fagivorina Wehrli, 1943
    - Scheckiger Rindenspanner (Fagivorina arenaria)

  - Gattung Hypomecis Hübner, 1821
    - Großer Rindenspanner (Hypomecis roboraria)

  - Gattung Ithysia Hübner, 1825
  - Gattung Megalycinia Wehrli, 1939
  - Gattung Megametopon Alpheraky, 1892
  - Gattung Menophra Moore, 1887
  - Gattung Nychiodes Lederer, 1853
  - Gattung Palaeocrocota Stanescu, 2002
  - Gattung Paraboarmia Krampl, 1994
  - Gattung Paradarisa Warren, 1894
  - Gattung Parectropis Sato, 1980
  - Gattung Peribatodes Wehrli, 1943
    - Nadelholz-Rindenspanner (Peribatodes secundaria)
    - Rauten-Rindenspanner (Peribatodes rhomboidaria)

  - Gattung Phaselia Guenée, 1858
  - Gattung Phyllometra Boisduval, 1840
  - Gattung Sardocyrnia Wehrli, 1943
  - Gattung Sciadia Hübner, 1822
  - Gattung Selidosema Hübner, 1823
  - Gattung Spartopteryx Guenée, 1858
  - Gattung Synopsia Hübner, 1825
    - Synopsia sociaria

  - Gattung Tephronia Hübner, 1825
  - Gattung Zernyia Prout, 1929
- Tribus Bupalini Leach, 1815
  - Gattung Bupalus Leach, 1815
    - Kiefernspanner (Bupalus piniaria)
- Tribus Caberini Duponchel, 1845
  - Gattung Cabera Treitschke, 1825
    - Braunstirn-Weißspanner (Cabera exanthemata)
    - Weißstirn-Weißspanner (Cabera pusaria)
- Tribus Campaeini Forbes, 1948
  - Gattung Adalbertia Wehrli, 1931
  - Gattung Campaea Lamarck, 1816
    - Perlglanzspanner (Campaea margaritata)

  - Gattung Hylaea Hübner, 1822
    - Zweibindiger Nadelwald-Spanner (Hylaea fasciaria)

  - Gattung Pungeleria Rougemont, 1903
- Tribus Cassymini Holloway, 1994
  - Gattung Lomaspilis Hübner, (1825)
    - Vogelschmeiß-Spanner (Lomaspilis marginata)

  - Gattung Stegania Guenée, 1845
    - Dreifleck-Pappelspanner (Stegania trimaculata)
- Tribus Colotoini Guenée, 1845
  - Gattung Colotois Hübner, 1823
    - Federfühler-Herbstspanner (Colotois pennaria)
- Tribus Ennomini Duponchel, 1845
  - Gattung Apeira Gistl, 1848
    - Fliederspanner (Apeira syringaria)

  - Gattung Artiora Meyrick, 1892
  - Gattung Ennomos Treitschke, 1825
    - Birken-Zackenrandspanner (Ennomos erosaria)
    - Eschen-Zackenrandspanner (Ennomos fuscantaria)
    - Herbst-Zackenrandspanner (Ennomos autumnaria)

  - Gattung Eumera Staudinger, 1892
  - Gattung Lignyoptera Lederer, 1853
    - Lignyoptera fumidaria

  - Gattung Selenia Hübner, 1823
    - Violettbrauner Mondfleckspanner (Selenia tetralunaria)
    - Zweistreifiger Mondfleckspanner (Selenia lunularia)
- Tribus Epionini Bruand, 1846
  - Gattung Eilicrinia Hübner, 1823
  - Gattung Epione Duponchel, 1829
    - Espen-Saumbandspanner (Epione vespertaria)
    - Weiden-Saumbandspanner (Epione repandaria)

  - Gattung Hypoxystis Prout, 1915
  - Gattung Opisthograptis Hübner, 1823
    - Gelbspanner (Opisthograptis luteolata)

  - Gattung Pseudopanthera Hübner, 1823
    - Pantherspanner (Pseudopanthera macularia)

  - Gattung Therapis Hübner, 1823
  - Gattung Toulgoetia Herbulot, 1946
- Tribus Gnophini Duponchel, 1845
  - Gattung Charissa Curtis, 1826
    - Grüngraugebänderter Felsen-Steinspanner (Charissa glaucinaria)
    - Trockenrasen-Steinspanner (Charissa obscurata)

  - Gattung Cleorodes Warren, 1894[3]
    - Grüner Flechten-Rindenspanner (Cleorodes lichenaria)

  - Gattung Elophos Boisduval, 1840
    - Elophos caelibaria
    - Braungrauer Bergwald-Steinspanner (Elophos vittaria)

  - Gattung Glacies Milliere, 1874
    - Glacies alpinata
    - Glacies coracina

  - Gnophos Treitschke, 1825 (mit den Untergattungen Gnophos (Gnophos) und Gnophos (Odontognophos) Wehrli, 1951)
    - Großer Steinspanner (Gnophos (Gnophos) furvata)
    - Hellgebänderter Steinspanner (Charissa pullata)

  - Gattung Psodos Treitschke, 1825
    - Psodos quadrifaria

  - Gattung Siona Duponchel, 1829
    - Hartheu-Spanner (Siona lineata)
- Tribus Gonodontini Forbes, 1948
  - Gattung Asovia Alpheraky, 1908
  - Gattung Crocallis Treitschke, 1825
  - Gattung Dasycorsa Prout, 1915
  - Gattung Odontopera Stephens, 1831
- Tribus Hypochrosini Guenée, 1857
  - Gattung Pachycnemia Stephens, 1829
  - Gattung Plagodis Hübner, 1823
    - Hobelspanner (Plagodis dolabraria)
- Tribus Lithinini Rindge, 1986
  - Gattung Cepphis Hübner, 1823
  - Gattung Liodesina Wehrli, 1938
  - Gattung Petrophora Hübner, 1811
- Tribus Macariini Guenée, 1858
  - Gattung Acanthovalva Kruger, 2001
  - Gattung Chiasmia Hübner, 1823
    - Gitterspanner (Chiasmia clathrata)

  - Gattung Digrammia Gumppenberg, 1887
  - Gattung Gnopharmia Staudinger, 1892
  - Gattung Heliomata Grote & Robinson, 1866
  - Gattung Isturgia Hübner, 1823
    - Schwarzgesäumter Besenginsterspanner (Isturgia limbaria)

  - Gattung Itame Hübner, 1823
  - Gattung Macaria Curtis, 1826
    - Dunkelgrauer Eckflügelspanner (Macaria alternata)
    - Waldmoorspanner (Macaria brunneata)
    - Macaria fusca
    - Violettgrauer Eckflügelspanner (Macaria liturata)
    - Hellgrauer Eckflügelspanner (Macaria notata)
    - Braungrauer Eckflügelspanner (Macaria signaria)
    - Vauzeichen-Eckflügelspanner (Macaria wauaria)

  - Gattung Narraga Walker, 1861
    - Narraga fasciolaria
    - Narraga tessularia

  - Gattung Ortaliella Hausmann, 1993
  - Gattung Rhoptria Guenée, 1857
- Tribus Onychorini
  - Gattung Onychora Meyrick, 1892
- Tribus Ourapterygini Pierce, 1914 (Die Tribus wird von Beljaev (2008) eingezogen und die Gattungen zur Tribus Ennomini gestellt[4])
  - Gattung Ourapteryx Leach, 1814
    - Holunderspanner (Ourapteryx sambucaria)
- Tribus Prosopolophini Warren, 1894
  - Gattung Compsoptera Blanchard, 1845
    - Compsoptera jourdanaria
    - Compsoptera opacaria
- Tribus Theriini Herbulot, 1963
  - Gattung Theria Hübner, 1825